# 박진우 (성우)
박진우(1988년 2월 25일 ~)은 대한민국의 성우이다. 2013년 KBS 공채 38기로 입사하였다.

## 출연작품

### 외화
- 닥터후 시즌 10(KBS) - 벤(대니얼 커)
- 리썰 웨폰(KBS) - 제리(루크 오설리반)
- 싱 스트리트 (KBS) - 래리(코너 해미턴)

### 라디오

#### 책 읽는 밤(KBS 1라디오) (종영)

##### 2013년
- 5월 4일 남쪽으로 튀어 (지로)
- 5월 30일 나의 라임 오렌지 나무 (제제)
- 6월 29일 연을 쫓는 아이
- 8월 7일 우등생 (토드 보든)
- 8월 30일 워호스 (앨버트)
- 9월 28일 자전거 도둑 (나(해설&수남이))
- 10월 18일 컬러풀 (나 (고바야시 마코토))

##### 2014년
- 1월 8일 얼굴 빨개지는 아이 (낭독)
- 1월 16일 주홍글씨
- 1월 25일 1달러의 가치 (검사)
- 2월 7일 스페이드 여왕
- 2월 21일 별 (낭독)
- 3월 15일 벤자민 버튼의 시간은 거꾸로 간다 (벤자민 버튼)
- 4월 4일 동백꽃 (나, 해설)
- 5월 24일 착각한 병사
- 8월 9일 어린왕자 (1) (어린왕자)
- 8월 16일 어린왕자 (2) (어린왕자)
- 12월 6일 눈의 여왕 (해설)

#### 라디오 독서실(KBS 2라디오)

##### 2013년
- 2월 24일 당신이 모르는 이야기 (남자2)
- 3월 17일 어디쯤 (남행인2)
- 4월 14일 아직 오지 않은 거리 (행인 3)
- 4월 28일 그 밤의 경숙 (성우 3)
- 5월 5일 거리의 마술사 (선생님)
- 6월 16일 아저씨의 훈장 (성표 아역)
- 6월 30일 아르무리오 (외계인)
- 7월 7일 이제는 우리가 헤어져야 할 시간 (소년)
- 7월 21일 남편을 죽이는 서른가지 방법 (성우 남)
- 8월 18일 행복한 우리집에 어서오세요 (경수)
- 9월 1일 붉은산 / 무지개 (소년)
- 9월 8일 배반의 여름 (나, 해설)
- 9월 15일 바리데기 (목동)
- 10월 27일 지팡이 역사 (소년)
- 11월 3일 전복 (남학생)
- 11월 10일 카레 온 더 보더 (청년)
- 11월 17일 배우가 된 노인 (청년)
- 12월 1일 나는 아주 오래 살 것이다 (노조원 2)
- 12월 8일 김 박사는 누구인가 (목소리 중성)
- 12월 15일 택배 왔어요 (정민후)

##### 2014년
- 1월 5일 무진기행 (박)
- 1월 12일 서울 1964년 겨울 (사환)
- 1월 26일 산책 (젊은 남)
- 2월 9일 구제, 빈티지 혹은 구원 (L)
- 3월 2일 쿤의 여행 (극회회장)
- 3월 9일 파충류의 밤 (사내 아이)
- 4월 6일 세상의 모든 저녁 1편 (잡부 1)
- 4월 13일 세상의 모든 저녁 2편 (청년)
- 5월 11일 후남아, 밥 먹어라 (아들)
- 5월 24일 여름의 맛 (애인)
- 6월 1일 옥화 (아들)
- 6월 29일 이상한 정열 (군도)
- 7월 13일 초록이 지쳐 단풍 드는데 (친구)
- 7월 20일 유나 (남학생 1)
- 7월 27일 숫자 꿈 (아들)
- 8월 17일 해골술잔 (후배)
- 8월 31일 우리 모두의 정귀보 (외국화상)
- 9월 14일 성묘 (젊은 사내)
- 10월 5일 굿바이 (직원 1)
- 10월 19일 여수친구 (동료 1)
- 12월 7일 별명의 달인 (개발길질)
- 12월 14일 멸종의 기록 (팀장)
- 12월 21일 금성녀 (현)

##### 2015년
- 1월 25일 수족관 (개불)
- 8월 30일 저주받은 흉가의 탄생 (영신)

#### KBS 무대(KBS 한민족 방송)

##### 2013년
- 3월 2일 그들의 수천가지 물음표 중 하나 (아줌마 아들)
- 3월 9일 진달래가 필 때면 (소년 형)
- 3월 16일 김밥과 가부키 (학생 1)
- 4월 6일 오만과 편견 (중딩)
- 4월 13일 날아라, 버스야 (기사)
- 5월 4일 홍제원 여인 (내시)
- 5월 11일 율포시곡 (비서)
- 8월 24일 진상 패밀리 (백하규)
- 8월 31일 그들의 속내 (집배원)
- 9월 13일 자전거 달린다
- 10월 12일 청담동 개츠비 (고객 8)
- 12월 28일 7층 집 슬리퍼 (남직원6P~ )

##### 2014년
- 1월 4일 레모네이드 (반 장)
- 1월 11일 가족의 탄생 (손님)
- 1월 18일 가랑비에 무너진 다리 (점원)
- 1월 25일 상처 (잃어버린 날들)(어린 명호)
- 3월 15일 막대사탕 (아들)
- 4월 12일 수난이대 (조교)
- 4월 26일 아버지의 땅 (김비서)
- 5월 10일 한영우 (비서)
- 5월 17일 환 승 (동 혁)
- 6월 14일 거짓말 (이웃)
- 7월 19일 문을 닫다 (구급 대원)
- 7월 26일 처음처럼 그들 (손 님 1)
- 8월 2일 전화하는 남자 (직원)
- 8월 16일 개구리 울음소리 (인 국)
- 8월 23일 알카트레즈를 떠나며 (남학생 1)
- 8월 30일 가면 무도회 (어린승철)
- 9월 20일 카사노바 따라잡기 (단속반)
- 11월 22일 젊은 느티나무 (교사)
- 12월 20일 탄원서 쓰는 여자 (남자)
- 12월 27일 그림자를 견뎌라 (민 혁)

##### 2015년
- 1월 3일 문선생, 히말라야를 가다 남학생 1 (병학)
- 4월 11일 끝 사랑 (현민)
- 5월 9일 아버지의 이름으로 (강재환)
- 7월 25일 두 번의 살인 (판희준)
- 9월 26일 밑천인생 (김현수)

#### 소설극장(KBS 3라디오)

##### 2013년
- 4월 7일 ~ 5월 3일 광해, 왕이 된 남자 (성재, 형조판서, 이방, 경언서리, 유생 4)
- 5월 4일 ~ 7월 7일 몽유도원 (직원1, 신숙주, 박교수, 운전자, 보험사 직원, 매콤스키의원, 초병장교, 정복2)
- 7월 8일 ~ 8월 2일 위대한 개츠비 (클립스프링어)
- 8월 3일 ~ 10월 2일 천국의 소년 (안길모)
- 10월 3일~ 14년 1월 20일 정글만리 (이시하라 시로)

##### 2014년
- 1월 21일 ~ 4월 8일 왕을 만든 여자 (단종)
- 4월 9일 ~ 5월 20 그대를 사랑합니다
- 8월16일 ~ 9월 12일 세상에서 가장 아름다운 이별 (정정수)

#### 라디오 극장(KBS 한민족 방송)

##### 2013년
- 3월 그리고 흔들리는 배 (1~10, 12~24, 26~31화) - 용식 역
- 4월 모순 (3, 11, 30화) - 주혁/꽃집주인(3)/웨이터(4,11)/손님2(10)/조폭1(14)/종업원(29) 역
- 6월 사서함 110호의 우편물 - 안내방송(4)/아이돌1(4,19,20)/형사2(18)/판매원(26)/피디1(30) 역
- 7월 도미노 구라파식 이층집 - 영수(10, 11, 13, 15, 18, 20, 23, 27, 29, 30)/ 학생(9) 역
- 8월 신과 함께 - 남자1(2,4)/손님(3)/비서(7,16)/송구현(10~)/퀵배달원(12) 역
- 9월 개를 산책시키는 남자 - 재혁(8, 15, 19, 21, 26)/가출남1(3)/주용(5)/학생(6) 역
- 11월 소금 - 영수(5) / 의사2(17) 역

##### 2014년
- 1월 나비잠
- 2월 내 인생의 스프링 캠프 (15화)
- 5월 당신의 파라다이스 (16화, 20화, 25~28화, 30화, 31화)
- 7월 실내인간
- 11월 파라한 (4화, 5화)

##### 2015년
- 1월 오즈의 의류수거함 (1화)
- 6월 퇴계 이황이 된 고교일진 <라이언> (1화 ~ing)

#### 다큐멘터리 역사를 찾아서(KBS 한민족 방송)

##### 2014년
- 제 480편 1월 12일 (길재)
- 제 481편 1월 19일 (신하-임금대역)
- 제 502편 6월 8일 (대신2)
- 제 503편 6월 15일 (대신2)
- 제 504편 6월 22일 (고약해)
- 제 505편 6월 29일 (하연)
- 제 506편 7월 6일 (박안신)
- 제 507편 7월 13일 (대신2)
- 제 508편 7월 20일 (신하1)
- 제 509편 7월 27일 (남자)
- 제 510편 8월 3일 (화포장)
- 제 511편 8월 10일 (신하)
- 제 512편 8월 17일 (대신2)
- 제 513편 8월 24일 (등차랑)
- 제 516편 9월 14일 (대신1)
- 제 517편 9월 21일 (대신)
- 제 518편 9월 28일 (신하)
- 제 519편 10월 5일 (호송관)
- 제 520편 10월 12일 (관리)
- 제 524편 11월 9일 (한확)
- 제 526편 11월 23일 (남자2)
- 제 529편 12월 14일 (대신2)
- 제 530편 12월 21일 (왕방연)

#### 다큐멘터리 혁신의 승부사(KBS 한민족 방송)(종영)
- 13년 10월 28일 ~ 12월 31일 제 1화 페이스북,세상을 모두 연결하라
- 14년 1월 1일 ~ 2월 28일 제 2화 모니터에 한글이 뜨기까지
- 14년 3월 3일 ~ 5월 13일 제 3화 손정의, 3백년 기업을 꿈꾸다
- 14년 5월 14일 ~ 7월 25일 제 4화 게임, 산업으로 탄생하다
- 14년 7월 26일 ~ 9월 19일 제 5화 파괴적 혁신가, 알리바바의 마윈

#### 우리는 한국인입니다(KBS 3라디오)
- 14년 1월 28일, 3월 25일

#### 우리말 하나로(KBS 한민족 방송)(종영)
- 14년 1월 6일 ~ 4월 1일 (월, 화 방송)

#### 서울말 따라잡기(KBS 한민족 방송)
- 14년 4월 7일 ~ 15년 1월 11일 (월, 화 방송)

#### 특별기획 부엉이 아저씨(KBS 한민족 방송)
- 14년 11월 25일, 27일

#### 명사들의 책 읽기(KBS 3라디오)
- 13년 6월 23일 니코스 카잔차키스 <그리스인 조르바> (남자 1)
- 14년 3월 30일 최인호 에세이 <인연> (청년 최인호)

한국 근대문학 기행, <모란, 소나기, 그리고 서시> (KBS 한민족 방송, KBS 1라디오 공동기획)
- 14년 9월 26일 제2편 순수의 미학 황순원 (황순원 作 소나기 '소년')

특별기획 <강원도 문학기행> 3부작 (KBS 1라디오)
- 13년 5월 29일 제1편 메밀밭에서 피어난 토속문학, 봉평 이효석 문학관 (이효석 作 메밀꽃 필 무렵 '동이')

### 오디오 드라마

#### 북큐브
- 2015년 그의 불량한 유혹 (안코치 역 외)

#### 보이스 북
- 전화 걸어주는 남자 (특별출연 대학생)

### 광고
- 삼성 기어 S2 TV광고

## 같이 보기
- 한국방송 성우극회